# Ornatoleberis
Ornatoleberis is een geslacht van kreeftachtigen uit de klasse van de Ostracoda (mosselkreeftjes).

## Soorten
- Ornatoleberis bimamillata (Brady, 1886) Keij, 1975
- Ornatoleberis botanybayensis
- Ornatoleberis fortii Bonaduce, Masoli, Minichelli & Pugliese, 1980
- Ornatoleberis morkhoveni Keij, 1975
- Ornatoleberis parva Hartmann, 1981
- Ornatoleberis pustulata Keij, 1975
- Ornatoleberis quilonensis Khosla & Nagori, 1989 †